# マウリツイオ・ダミラノ
マウリツイオ・ダミラノ（Maurizio Damilano 1957年4月6日 - ）はイタリアの陸上競技男子競歩選手で、1980年モスクワオリンピック20km競歩の金メダリストである。また、トラック2時間競歩、30000m競歩の世界記録保持者である。

## 主な成績
- 1980年モスクワオリンピック20km競歩金メダル
- 1983年ヘルシンキ世界陸上競技選手権大会20km競歩7位
- 1984年ロサンゼルスオリンピック20km競歩銅メダル
- 1987年ローマ世界陸上競技選手権大会20km競歩優勝
- 1988年ソウルオリンピック20km競歩銅メダル
- 1991年東京世界陸上競技選手権大会20km競歩優勝
- 1992年バルセロナオリンピック20km競歩4位

## プロフィール
- 双子の兄弟であり、弟のジョルジェもモスクワオリンピック男子20km競歩に一緒に出場している。弟は11位だった。
- 1980年代から1990年代前半に活躍した競歩選手で、主要大会ではすべて上位入賞する安定性は抜群だった。
- 中距離である20km競歩を得意にしていた。
- 陸上競技で唯一の判定種目である競歩で歩型違反等による失格がほとんどなかった。
- 現在は国際陸連の競歩部会・技術委員長をしている。
- 引退レースとなった1992年10月3日、イタリア・クーネオで開催のトラック30000m競歩で2時間01分44秒1、さらに途中計時の2時間競歩で29572mと2種目の世界記録をマークして最後の花道を飾った。